# Marta Rudas
Marta Rudas (Hungría, 14 de febrero de 1937-6 de junio de 2017) fue una atleta húngara, especializada en la prueba de lanzamiento de jabalina en la que llegó a ser subcampeona olímpica en 1964.

## Carrera deportiva
En los JJ. OO. de Tokio 1964 ganó la medalla de bronce en el lanzamiento de jabalina, con una marca de 58.27 metros, siendo superada por la rumana Mihaela Peneş (oro con 60.54 m) y por delante de la soviética Yelena Gorchakova (bronce).